# Richard Butler, III vizconde de Mountgarret
Richard Butler, III vizconde de Mountgarret (1578 – 1651), era hijo de Edmund, segundo vizconde de Mountgarret, y de Grany o Grizzel, hija de Barnaby, Señor de Ossory Superior. Es ampliamente conocido por su participación en las Guerras confederadas de Irlanda en el bando de los católicos confederados irlandeses. 

## Biografía
Su esposa Margaret, era la hija mayor de Hugh O'Neill, conde de Tyrone. Butler participó en la rebelión dirigida por O'Neill, donde se destacó por la defensa de los castillos de Ballyragget y Cullihill. Tras la muerte de su padre en 1605, heredó sus tierras y propiedades, y también participó en los parlamentos de 1613, 1615 y 1634.
Durante la Rebelión irlandesa de 1641 fue nombrado gobernador de Kilkenny junto al conde de Ormonde. Sin embargo, al ser informado de unos planes que iban supuestamente en contra de los lores de La Empalizada, y tras informar por escrito al Conde de Ormonde, tomó posesión de Kilkenny en nombre de los católicos rebeldes. Envió después grupos de partidarios para asegurar las ciudades adyacentes, con tal éxito que en el espacio de una semana todas las fortalezas en los condados de Kilkenny, Waterford y Tipperary estaban bajo su dominio. 
Posteriormente fue nombrado general de la Confederación que fue formada por los rebeldes con el propósito de coordinar su esfuerzo de guerra; no obstante, el condado de Cork insistió en elegir un general propio, lo que debilitó considerablemente a su ejército, y fue derrotado por el conde de Ormonde en la Batalla de Kilrush, en las cercanías de Athy, el 10 de abril de 1642. A su regreso a Kilkenny, fue nombrado presidente del Consejo Supremo del gobierno confederado, el cual se estableció en el siguiente verano. 
En 1643 participó en la batalla de New Ross, en la cual luchó junto al general Thomas Preston contra las fuerzas del ahora duque de Ormonde, y tomó parte en la captura de varias fortalezas. Falleció en 1651, durante la invasión de Cromwell. Después de su muerte se aprobó el Acta de Establecimiento el 12 de agosto de 1652, en donde fue exceptuado del perdón otorgado por las autoridades inglesas, debido a su activa participación en la rebelión de 1641. Fue sepultado en el presbiterio de la catedral de San Canice de Aghaboe en Kilkenny.